# Smyrnium
Smyrnium es un género de plantas de la familia de las umbelíferas.

## Taxonomía
El género fue descrito por  Carlos Linneo y publicado en Species Plantarum 1: 262. 1753. La especie tipo es: Smyrnium olusatrum L.

## Especies
- Smyrnium aureum L.
- Smyrnium cordifolium Boiss.
- Smyrnium creticum Mill.
- Smyrnium integerrimum L.
- Smyrnium nudicaule Pursh
- Smyrnium olusatrum L.
- Smyrnium perfoliatum L.